# Кедрон
Кедро́н (на иврит: נחל קדרון, Нахал Кидрон – „ручей Кидрон“; на арабски: وادي الجوز, Уади ал-Джоз) е долина в Израел и Западния бряг.
Тя започва от източната част на стария град на Йерусалим, отделяйки Храмовия от Елеонския хълм, и се спуска през Юдейската пустиня към Мъртво море. Долината Кедрон се споменава многократно в Библията и играе важна роля в юдаистичната есхатология.

## Галерия
- Изглед към стария град от Скопий през Кедрон